# Henri Sauval
Pour les articles homonymes, voir Sauval.

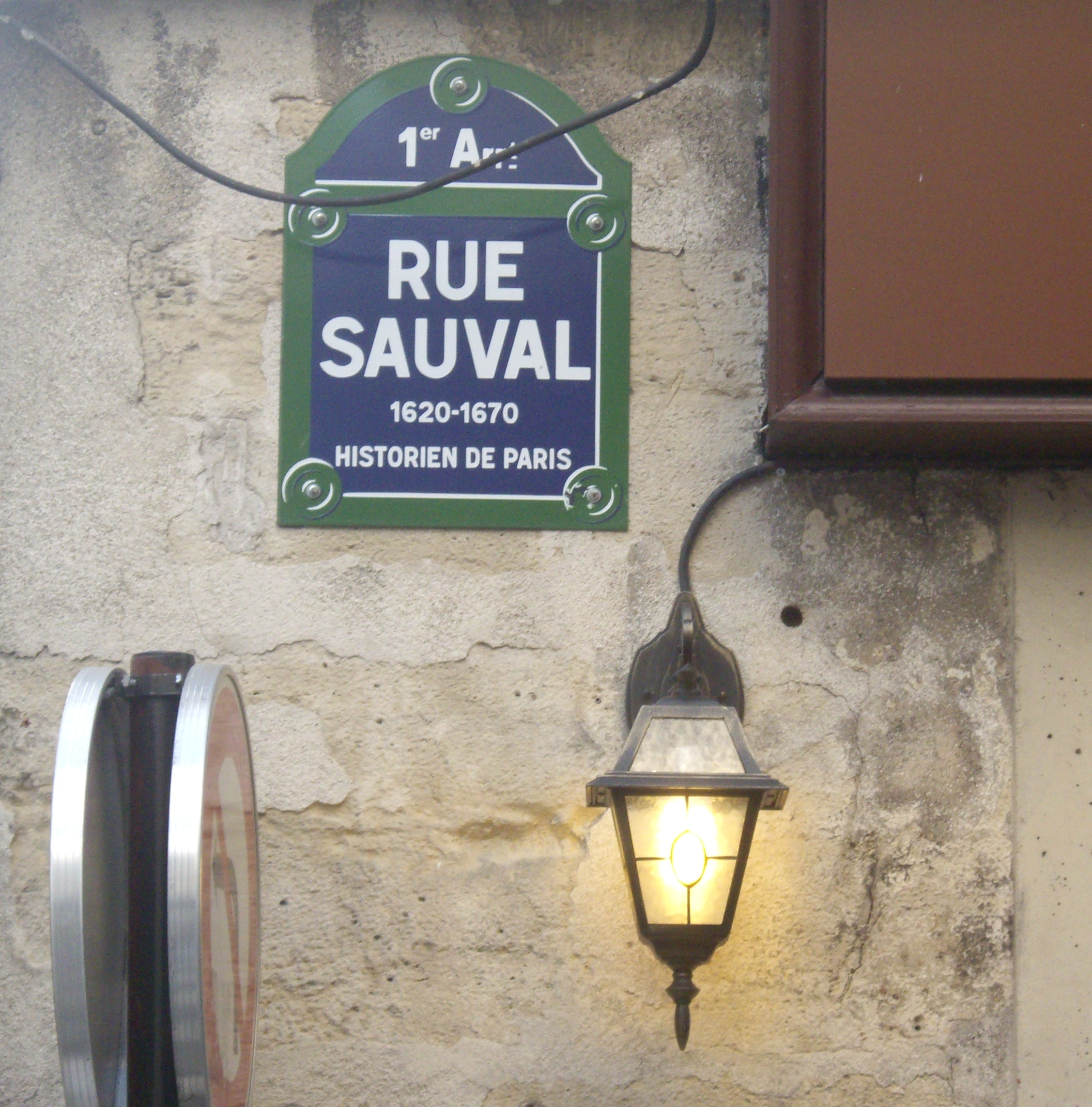
La rue Sauval du 1er arrondissement de Paris a reçu ce nom en 1865. La plaque de rue indique 1620-1670 comme dates de vie.

Henri Sauval, ou Sauvalle, baptisé le 5 mars 1623 à Paris et mort le 21 mars 1676 à Paris, est un avocat et historien français du XVIIe siècle.

## Biographie
Issu d’une famille de commerçants aisés, il devient avocat au  Parlement. 
Il consacre la plus grande partie de sa vie à des recherches sur les archives de sa ville natale et obtint en 1656 une licence pour imprimer son Paris ancien et moderne. Cependant à sa mort le travail restait toujours à l’état de manuscrit. Ce n’est qu'en 1724, près d'un demi-siècle plus tard, qu'il fut publié grâce à son collaborateur Claude Bernard Rousseau, sous le titre Histoire et recherches des antiquités de la ville de Paris. Il était toutefois remanié par de lourdes digressions qui n’étaient pas de Sauval. D'autre part, toute une partie du texte, écartée, ne fut publiée qu'en 1883 sous le titre Chronique scandaleuse de Paris, ou Histoire des mauvais lieux.
Il utilisa notamment le Jargon ou Langage de l’Argot reformé d’Ollivier Chereau.
Le travail n’était pas sans intérêt et fut republié en 1733 et en 1750. Le manuscrit original appartenait à Montmerqué, puis passa en la possession d’Antoine Le Roux de Lincy, qui en prépara une édition annotée. Malheureusement son travail ainsi que le manuscrit de Sauval furent perdus dans les incendies de la Commune de Paris en 1871. Des recherches de Le Roux de Lincy, il subsiste néanmoins une série d’articles sur Sauval parus dans le Bulletin du bibliophile et du bibliothécaire en 1862, 1866 et 1868.
L’histoire des bordels de la Cour et de Paris est composée d’une partie intitulée Galanterie des rois de France et d’une autre sur la prostitution.  
D’un caractère difficile, il fit la lecture de ses œuvres dans les académies littéraires et fut vivement critiqué pour son style.  
Boileau ne l’a pas ménagé :
Faut-il d’un sot parfait  montrer l’original,
Ma plume au bout du vers d’abord trouve Sofal.

## Œuvres
- La Chronique scandaleuse de Paris, ou Histoire des mauvais lieux, publiée en 1883 (Bruxelles, J.-J. Gay) et 1910 (Paris, H. Daragon) [lire en ligne].
- Histoire et recherches des antiquités de la ville de Paris, Paris, Charles Moette et Jacques Chardon, 1724, 3 tomes, réédité sous le titre Paris ancien et moderne : tome 1, tome 2, tome 3.
- Traité des bordels, réédition Éditions À rebours, 2008  (ISBN 9782915114157).

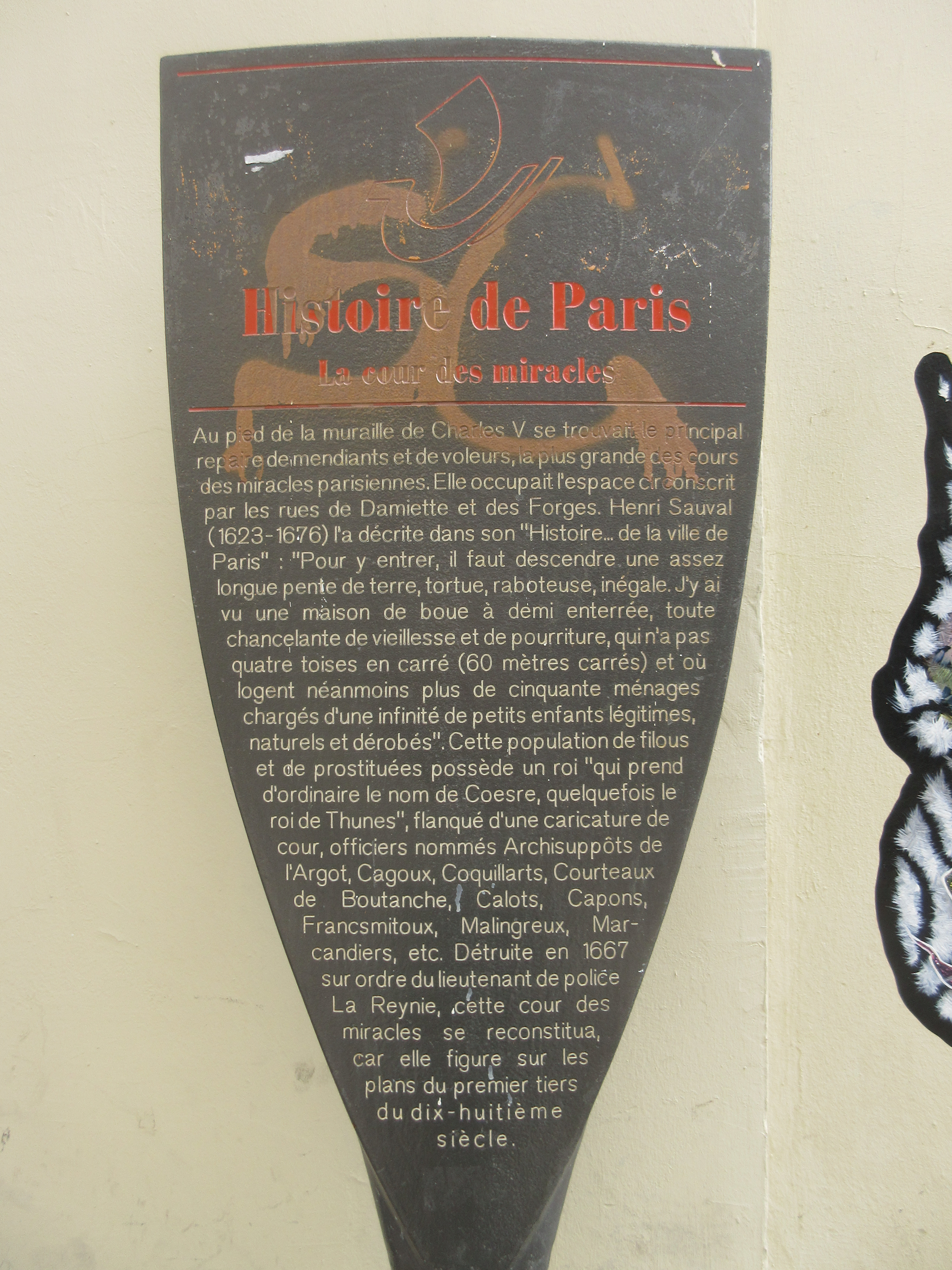
Panneau Histoire de Paris
« La Cour des Miracles ».